# Ophiophyllum petilum
Ophiophyllum petilum är en ormstjärneart som beskrevs av George Richard Lyman 1878. Ophiophyllum petilum ingår i släktet Ophiophyllum och familjen fransormstjärnor. Inga underarter finns listade i Catalogue of Life.